# Esquadrões Noturnos Especiais
Os Esquadrões Noturnos Especiais (em inglês: Special Night Squads, SNS; em hebraico: Plugot Ha'Layla Ha'Meyukhadot, פלוגות הלילה המיוחדות; podendo ser traduzidos como esquadrões, equipes, patrulhas ou grupos noturnos especiais) foram uma unidade conjunta de contra-insurgência judaico-britânica, estabelecida pelo Capitão Orde Wingate no Mandato da Palestina em 1938, durante o período da Revolta árabe de 1936-1939.
Os Esquadrões Noturnos Especiais (SNS) passaram a ser considerados uma das primeiras unidades de forças especiais constituídas pelos britânicos e têm sido vistos por alguns historiadores como precursores do Serviço Aéreo Especial (Special Air Service, SAS).
Os SNS basicamente compreendiam soldados de infantaria britânicos, junto com alguns homens vindos da Polícia Supranumerária Judaica, e a força total da unidade era de 100 homens em 1938. Wingate selecionou seus homens pessoalmente (entre eles Yigal Allon e Moshe Dayan, futuros generais e políticos israelenses) e os treinou para formar pequenas unidades móveis de ataque. Wingate também colaborou com a formação paramilitar judaica, o Haganah, reforçando sua unidade com alguns dos comandos Posh do Haganah. Os SNS ficaram conhecidos por sua eficiência em combate, mas também pela truculência e a aplicação de punições coletivas.
Dada a oposição britânica à criação formal de unidades militares judaicas, não está claro até que ponto as autoridades estavam cientes dos detalhes exatos das operações de Wingate a esse respeito.
Na evolução da doutrina militar do movimento sionista contra os árabes, os SNS marcaram a transição do princípio do "combate defensivo", próprio dos "pais fundadores" do movimento, para o do "combate ofensivo", que posteriormente influenciou a doutrina das forças armadas israelenses e participa da forja do mito do "guerreiro judeu", orgulhoso e conquistador, em oposição ao judeu de Galout ("exílio"), passivo e resignado.

## Contexto histórico

### A Grande Revolta Árabe

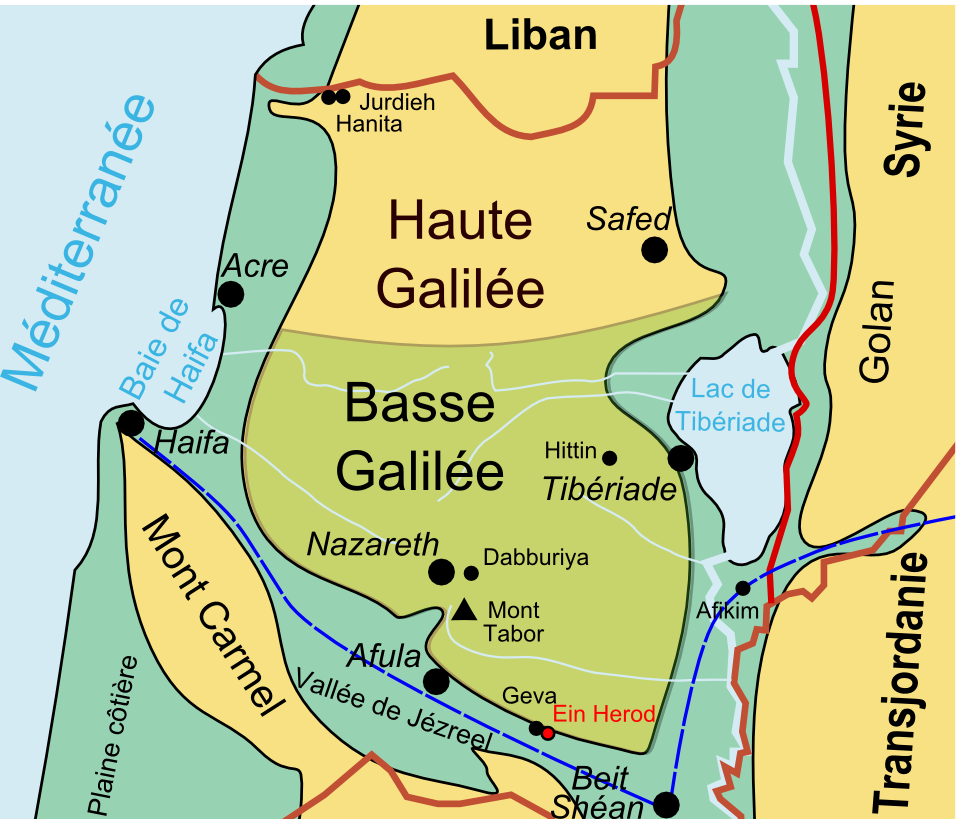
O teatro de operações dos SNS na Galiléia. Os rebeldes operavam das montanhas da Galiléia de onde atacaram assentamentos judeus nos vales. Os esquadrões foram baseados nos kibutzim de Ein Harod, Geva e Afikim, ao longo do oleoduto conectando Kirkuk a Haifa (linha azul descontínua) das quais faziam a proteção. As operações que fizeram o renome da unidade ocorreram em Judieh na fronteira libanesa, Hittin (ou Hattin) localizadas a oeste de Tiberíades e Dabburiya logo a leste de Nazaré.

Desde 1918, a Palestina está sob domínio britânico. Estes, nos termos da Declaração Balfour de 1917 e do mandato conferido pela Liga das Nações em 1922, governam o país e facilitam o projeto sionista de estabelecer um "Lar Nacional Judaico", apesar da oposição cada vez mais forte da população árabe local , e sem qualquer possibilidade de compromisso parecer possível.
Até então opostos apenas aos sionistas, os árabes da Palestina se revoltaram em abril de 1936 contra a autoridade mandatária britânica. Eles exigem o fim da imigração judaica, o fim da transferência de propriedades e da venda de terras aos judeus e o estabelecimento de um corpo legislativo eleito pelo povo. A revolta começa com greves, mas a violência explode rapidamente contra judeus e soldados e policiais britânicos, matando quase 300 pessoas. As organizações sionistas reagem com restrição e os britânicos despacham em novembro uma comissão de inquérito para encontrar uma solução para a situação palestina. Este último propõe a partilha da Palestina entre judeus e árabes e a transferência da população árabe fora da área do futuro Estado judaico.
A proposta, aceita pela Agência Judaica, é rejeitada pelos árabes: Em julho de 1937, a revolta retoma, em particular na Galiléia, atribuída aos judeus pelo relatório da Comissão Peel. O assassinato em 26 de setembro do comissário britânico da Galiléia por rebeldes incendiou o barril de pólvora. Em outubro, os britânicos baniram o Alto Comitê Árabe e baniram todos os líderes palestinos, quase 200 dos quais foram presos. A revolta tomou então uma nova dimensão: centenas de grupos armados, totalizando cerca de 10.000 combatentes, percorreram os campos, bloquearam estradas, realizaram atos de sabotagem e atacaram colônias judaicas. Temendo perder o controle do país, o governo britânico demite em maio o Alto Comissário Arthur Wauchope, cuja política é considerada muito moderada e nomeia um arabista, Sir Harold Macmichael.
Os britânicos notaram cedo que essas unidades se concentravam em “voluntários” da Síria e do Iraque, muitos deles aparentemente com treinamento regular do exército; estes foram reforçados por árabes palestinos locais, que eram notavelmente menos agressivos e menos disciplinados.
Por sua vez, as organizações sionistas divergem sobre a atitude a adotar diante da revolta. Assim que se recuperaram do choque, a ala mais linha-dura do Irgun optou pelo uso da violência e assassinatos e atentados à bomba organizados, complicando ainda mais a tarefa britânica de garantir segurança. Naquela época, o movimento “revisionista” passou por várias convulsões. Em dezembro de 1936, Abraham Tehomi e 1.300 homens deixaram o Irgun para o Haganah, deixando David Raziel e Avraham Stern, os radicais, à frente do movimento. Em abril de 1937, Vladimir Jabotinsky dá diretrizes claras para realizar represálias em caso de ataques árabes, mas elas não são aplicadas até novembro de 1937, quando David Raziel sucede Moshe Rosenberg, que era contrário ao terrorismo.
A Agência Judaica preferiu colaborar com os britânicos e forneceu efetivos que foram integrados à Polícia Supranumerária Judaica ("Polícia Auxiliar Judaica") e à Polícia Judaica ("Polícia de Assentamentos Judaica" ou "Polícia Colonial Judaica"). Essas unidades, referidas em hebraico como Notrim ("Guardas"), realizam missões de proteção e patrulhas de proteção estáticas. Diante da ineficiência relativa da política de "defesa estrita" na proteção dos assentamentos, o exército clandestino sionista, o Haganah ("Defesa"), começa a estudar o estabelecimento de unidades móveis destinadas a patrulhar e responder rapidamente a qualquer ataque. O primeiro deles, chamado Fosh ("Companhias de campanha"), colocados sob o comando de Yitzhak Sadeh, entram em ação no início de 1938.
É neste contexto insurrecional dos árabes contra as autoridades britânicas e o sionismo que intervém um oficial colonial britânico que chegou à Palestina em 1936: o Capitão Orde Wingate.

### Orde Wingate

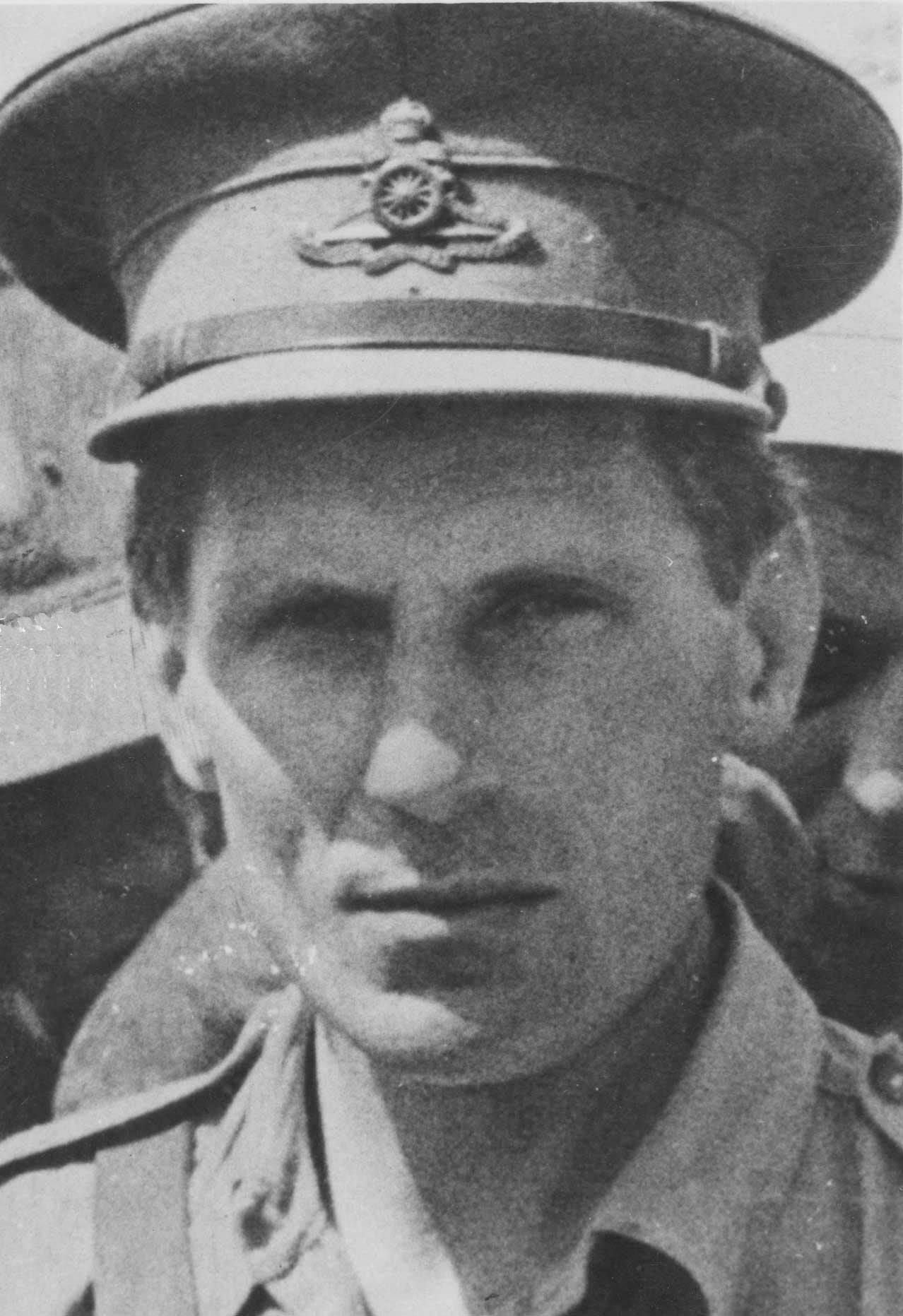
O Capitão Orde Charles Wingate aos 35 anos durante a Revolta Árabe, 1938.

Nascido em 1903, Orde Wingate vem de uma família de origem escocesa, da tradição militar colonial, na qual ele recebe uma formação estrita baseada em valores cristãos fundamentalistas inspirados no movimento dos Irmãos de Plymouth ("Plymouth Brethren"). Fundada no século XIX por John Darby - considerado um dos fundadores e doutrinares do sionismo cristão moderno - esse movimento protestante evangélico chamado "dispensacionalista" defende uma leitura literal da Bíblia, e vê a "restauração" de Israel como nação terrestre como uma vontade divina.
De 1920 a 1923, Wingate recebe treinamento militar na Academia Militar Real de Woolwich. Em 1926, tornou-se capitão, ele foi enviado para estudar árabe na Universidade de Londres. De 1928 a 1933, seu serviço no Sudão o transformou radicalmente, tanto profissionalmente quanto pessoalmente. Ele descobre que pequenas unidades galvanizadas por treinamento regular e com fé em seu comandante podem operar com sucesso longe de sua base e apesar de um ambiente hostil. Durante este período, ele passou por uma grave depressão, bem como uma crise de fé, causada pelos longos períodos de isolamento passados no deserto sudanês.
Em 1936, ele foi enviado para a Palestina como oficial de inteligência. Dois anos depois, ele fundou os Esquadrões Noturnos Especiais. Depois de retornar à Grã-Bretanha em 1939, ele foi promovido a coronel e serviu na Etiópia. Promovido a general durante a campanha da Birmânia, distinguiu-se ao criar os Chindits, uma divisão mista composta por vários milhares de soldados indianos e britânicos, que operavam atrás das linhas japonesas. Ele morreu em 1944 em um acidente de avião.
A história recorda Orde Wingate por três razões principais: por um lado, a nível militar, pela sua abordagem inovadora e controversa da guerrilha e da contra-insurgência; por outro lado, no plano político-religioso, por seu fervor "fanático" e seu compromisso com a causa judaica na Palestina, que fazem parte da perspectiva "quase-bíblica" do cumprimento de uma "profecia", ou um “comando divino”, fazendo de Wingate uma das figuras do movimento sionista cristão. Os historiadores retêm que ele é um dos "pais das Forças de Defesa de Israel", um país onde ele é um herói nacional como evidenciado pelas muitas ruas e instituições que carregam seu nome. Há ruas, avenidas e praças "Wingate" em muitas cidades israelenses, como Tel Aviv ou Jerusalém. O Instituto Nacional de Esportes em Israel é chamado Instituto Wingate e uma aldeia educacional de jovens em dificuldade, localizado perto de Haifa, é chamado Yemin Orde em sua honra. Churchill irá descrevê-lo como "um homem de gênio que poderia ter se tornado um homem de destino".
O futuro Marechal-de-Campo Bernard Montgomery, que como comandante do norte da Palestina autorizou os SNS, disse a Moshe Dayan durante um encontro em 1966 que considerava Wingate "mentalmente desequilibrado e que a melhor coisa que ele já fez foi morrer em um acidente de avião em 1944".
Esse é um tema comum, e as muitas idiossincrasias de Wingate são tomadas como sinais de loucura por seus detratores, sendo os mais vituperosos entre os historiadores Duncan Anderson e Julian Thompson. Wingate era conhecido por várias excentricidades. Por exemplo, muitas vezes ele usava um despertador no pulso, o qual às vezes tocava para mostrar que "o tempo estava passando", e tinha cebolas e alho crus em uma corda em volta do pescoço, que ele ocasionalmente mordia como um lanche (o motivo que ele costumava dar para isso era afastar os mosquitos). Muitas vezes ele andava sem roupa. Na Palestina, os recrutas estavam acostumados a vê-lo sair do chuveiro para dar ordens, vestindo apenas uma touca de banho e continuando a se esfregar com uma escova de banho. Às vezes Wingate comia apenas uvas e cebolas.
Para os detratores de Wingate, o próprio Wingate era um charlatão carismático que devia seus sucessos à sua capacidade de cultivar amigos em altos cargos. No entanto, entre seus amigos e apoiadores, Wingate é lembrado como um gênio militar da mais alta ordem, cujas idéias desempenharam um papel decisivo não apenas na derrota do Japão no Sudeste Asiático, mas também em operações anteriores na Palestina e na Etiópia.
O Léxico das Forças de Defesa de Israel afirma: “Os ensinamentos de Orde Charles Wingate, seu caráter e liderança foram uma pedra angular para muitos dos comandantes do Haganah, e sua influência pode ser vista na doutrina de combate das Forças de Defesa de Israel".
Os dois livros israelenses mais populares sobre Wingate, ambos escritos por veteranos dos SNS, foram In the Path of Fighters por Israel Carmi e Orde Wingate: His Life and Works por Avraham Akavia.

## O estabelecimento das unidades

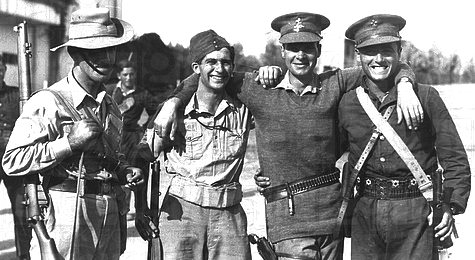
Soldados britânicos do SNS (1938). Três pelotões de 12 soldados britânicos retirados dos três regimentos Royal Ulster Rifles, 1st Manchesters e Royal West Kents foram atribuídos às novas unidades do Capitão Orde Wingate.

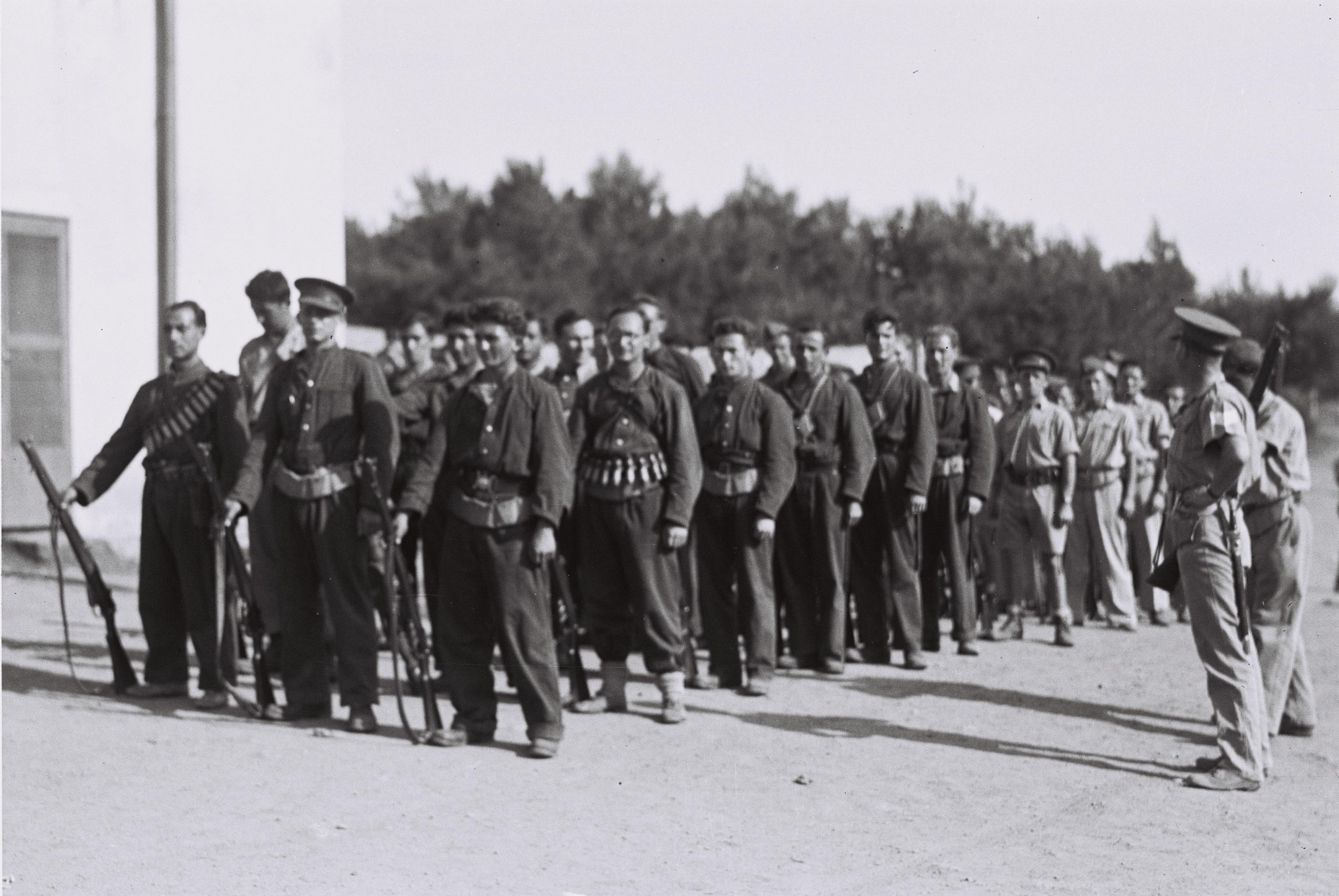
Membro de um SNS em treinamento no kibbutz Ein Harod, 13 de dezembro de 1938.

Em fevereiro de 1938, o capitão Orde Charles Wingate foi encarregado por seus superiores a estudar as rotas de entrada dos rebeldes árabes na Galiléia. Para isso, ele acompanha diversas unidades da Polícia de Assentamento Judaica durante suas patrulhas. No final de sua missão, ele escreveu um relatório intitulado "Ways of Making His Majesty's Forces Operate at Night with the Objective of Putting and End to the Terror in Northern Palestine" ("Formas de fazer as forças de sua Majestade operarem à noite com o objetivo de pôr fim ao terror no norte da Palestina"), onde propôs a criação de unidades mistas compostas por soldados judeus pelo conhecimento do terreno e britânicos pela experiência de combate. Eles operariam à noite para emboscar rebeldes e seriam baseados em assentamentos judeus ao longo do oleoduto da Iraq Petroleum Company.
As origens dos esquadrões noturnos foram discernidas na criação de unidades especializadas na fronteira norte da Índia, onde Gurkhas foram treinados para controlar insurgentes indígenas após a 1ª Guerra Mundial, e em estruturas militares semelhantes, como os Black and Tans desdobrados na Irlanda para reprimir a Guerra da Independência da Irlanda.
Wingate, um oficial de inteligência do Quartel General do Exército Britânico (GHQ) em Jerusalém, examinou operações de sabotagem e contrabando de armas no norte da Palestina (Galiléia). Em março de 1938, após várias semanas de emboscadas e patrulhas experimentais, ele obteve permissão do Oficial Comandante Geral Britânico (GOC), o Tenente-General Archibald Wavell, para estabelecer uma unidade conjunta judaica-britânica para operações noturnas contra os insurgentes árabes. No entanto, a Agência Judaica se opôs a este empreendimento no início, resultando em seu adiamento até o início de junho.
Depois de ter convencido seus superiores do interesse dessas seções especiais, Orde Wingate mudou-se em maio de 1938 para o kibutz de Ein Harod na Galiléia, onde começou o treinamento e formação de seus homens. Ele possuía 3 pelotões de 12 soldados britânicos e 80 combatentes judeus escolhidos a dedo entre os membros da Polícia de Assentamento Judaica, bem como 4 caminhões. Os homens foram então divididos entre Ein Harod e outros dois kibutzim. Por seu lado, as autoridades sionistas acabam por ver este projeto de forma muito favorável e, embora fazendo parte do Exército Britânico, os SNS são apoiados financeira e logisticamente pela Agência Judaica que paga parte dos salários e financia os cursos de formação e o fornecimento de certos equipamentos, incluindo veículos essenciais à sua mobilidade.

A formação dos soldados está orientada para a luta de "contra-insurgência" e sobre as reações a adotar por cada indivíduo e dentro da seção, em caso de encontro noturno com rebeldes. As ordens eram transmitidas por gestos ou lanternas, inclusive a que anunciava o ataque, que geralmente consistia em um arremesso geral de granadas seguido de um assalto à baioneta. Wingate exige "excelência, contenção e disciplina" de seus homens. Ele instila em seus recrutas judeus um senso de missão e profissionalismo. Embora cada operação dos SNS seja preparada em detalhes, os homens são treinados para responderem a situações inesperadas desenvolvendo seu senso de improvisação no campo de batalha. Como comandante, Wingate dá o exemplo em campo com sua coragem e resistência; ele considera seus homens como “parceiros”, e estes o vêem como um “amigo” (“HaYedid”, apelido que permanecerá com ele). Ele também se orgulha deles e se aproxima deles, enquanto seu engajamento sionista toma forma. Sobre este assunto, escreveu ao primo:
“Quando eu estava na escola, (...) me fizeram entender que eu era menos que nada e que não tinha lugar neste mundo. Quando cheguei na Palestina, encontrei um povo inteiro que foi tratado assim por gerações (...). No entanto, ao final [desse tratamento], ele permaneceu invicto, [representava] uma grande potência no mundo e construiu um novo país. Senti que pertencia a este povo."
e
“Vi os jovens judeus nos kibutzim. Posso lhe dizer que os judeus fornecerão uma tropa melhor que a nossa. Só temos que treiná-la."

## Atividades operacionais

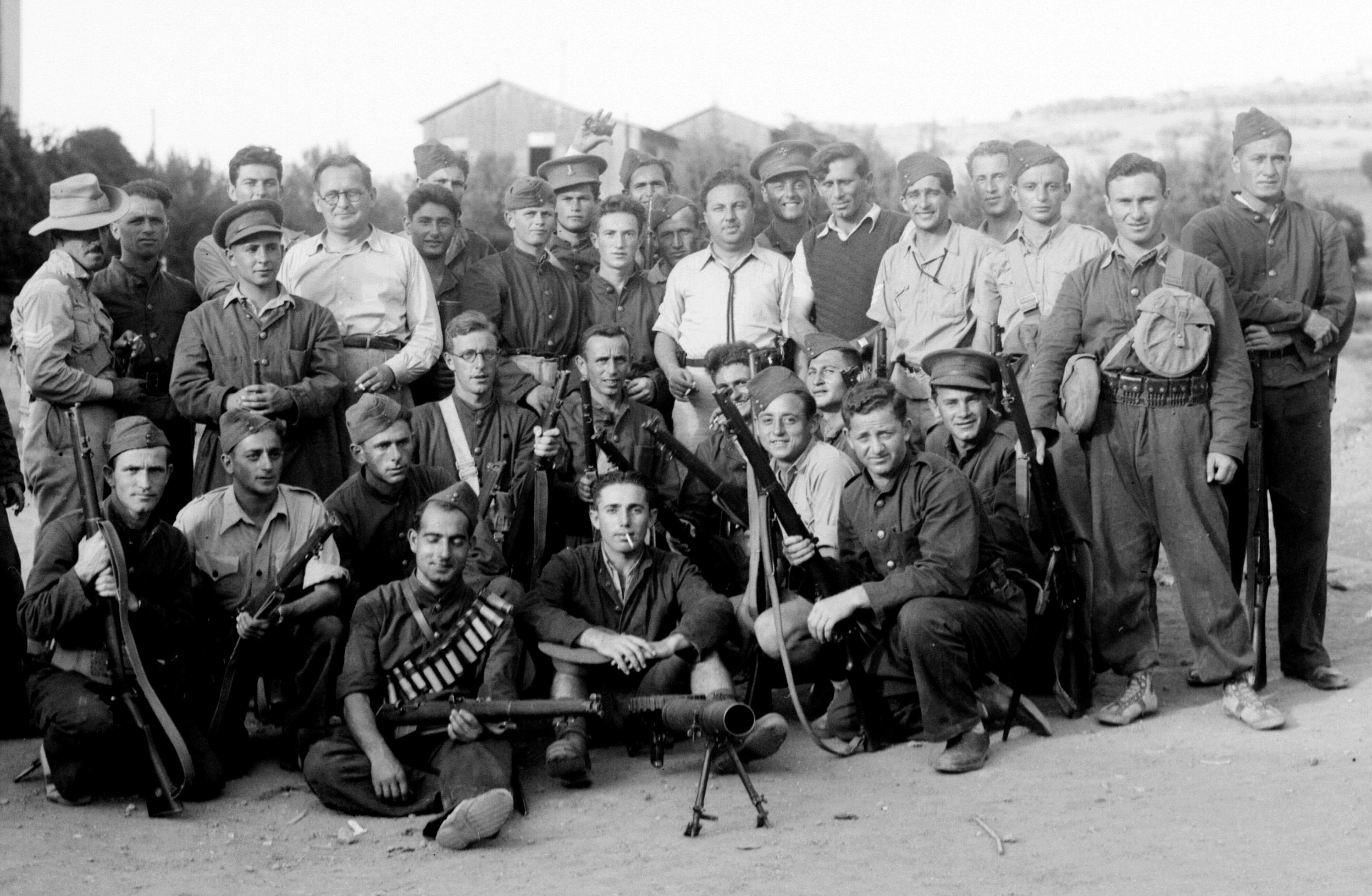
Combatentes judeus e britânicos dos SNS, 1938. Os SNS não tinha uniformes próprios. Os soldados britânicos eram provenientes de 3 regimentos diferentes e os combatentes judeus usaram uniformes de cada um destes.

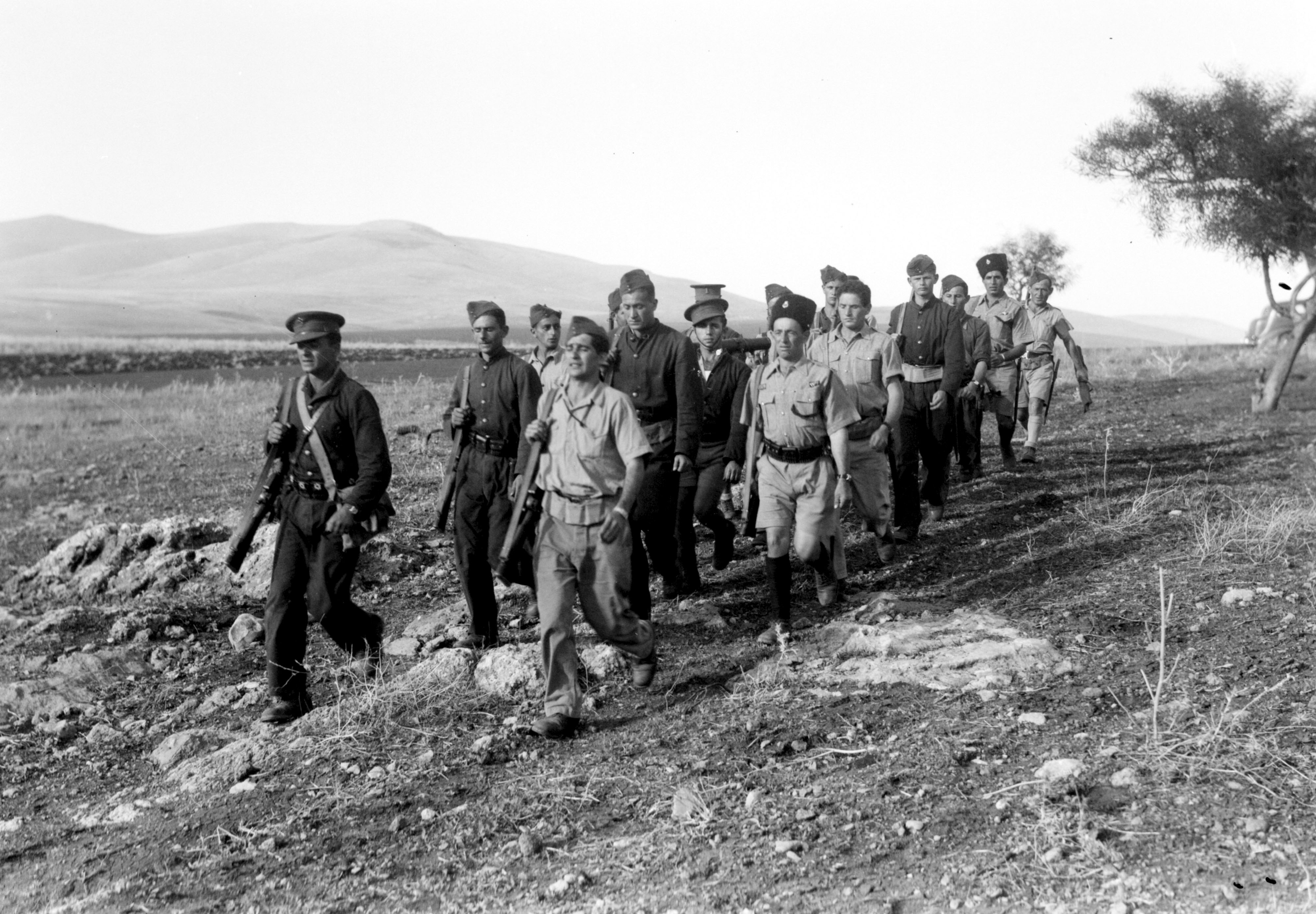
Membros dos SNS retornando à base após treinamento no vale de Jezreel.

Entrando em ação em 1938, a principal tarefa dos Esquadrões Noturnos Especiais era defender o oleoduto da Iraq Petroleum Company que abastecia a refinaria de Haifa, que era frequentemente sabotado por insurgentes árabes. Os esquadrões também invadiram bases insurgentes conhecidas, como as aldeias de Daburiyya e Khirbat Lid. O sucesso da força causou o fim dos ataques ao oleoduto e diminuiu a atividade insurgente na área. Presume-se que cerca de 12,5% de todas as baixas da guerrilha durante 1938 foram causadas pelos SNS, que haviam perdido apenas dois de seus homens (Soldado Stephen Chapman do Royal West Kents e o supranumerário Yosef Ben-Moshe) em ação.
As patrulhas, geralmente organizadas à noite, eram mistas. Os combatentes judeus trouxeram seu conhecimento do terreno, os costumes da população e da língua árabe. Os soldados britânicos trouxeram sua experiência de combate. Os esquadrões foram organizados em 4 seções, totalizando 200 homens, incluindo cerca de 150 judeus selecionados dos efetivos do Notrim, uma força policial judaica estabelecida pelos britânicos. Eles também realizam missões de guarda na Galiléia, ao longo da "Cerca de Segurança de Tegart", uma linha de arame farpado e torres de vigia erguidas durante a revolta ao longo da fronteira norte da Palestina para combater a infiltração de rebeldes árabes do Líbano e da Síria.
O novo GOC britânico, o Tenente-General Robert Haining, também aprovou a proposta de Wingate de estabelecer um "Grupo de Movimento Noturno", e os SNS tornaram-se operacionais no início de junho de 1938. O historiador militar Hew Strachan descreveu as táticas empregadas por Wingate com a bênção das autoridades britânicas como uma forma de terrorismo de estado, e seu modo de operação acabou levando a alegações de que Wingate havia efetivamente organizado esses esquadrões noturnos em "gangues de assassinos judeus" ou "esquadrões da morte".

De acordo com o historiador militar israelense Martin van Creveld, seu treinamento incluía:
"...como matar sem remorso, como interrogar prisioneiros atirando em cada décimo homem para fazer o resto falar; e como deter futuros terroristas empurrando as cabeças dos capturados em poças de óleo e depois libertando-os para contarem a história".
A 16ª Brigada britânica, comandada pelo Brigadeiro John Fullerton Evetts, forneceu três esquadrões (grupos de combate) de doze homens, incluindo oficiais, para a nova unidade. Os homens foram retirados do Royal Ulster Rifles (esquadrão comandado pelo Tenente Bala Bredin), do Royal West Kent Regiment (Ten. Michael "Mike" Grove) e do Manchester Regiment (comandado pelo Tenente Robert "Rex" King-Clark, que publicou o livro Free for a Blast com fotos do seu tempos nos SNS). 25 judeus foram designados para a unidade como policiais supranumerários, todos eles membros do Haganah. Os judeus foram selecionados pelos comandantes regionais do Haganah e por Yitzhak Sadeh, comandante das unidades POSH. Mais tarde, mais 50 judeus foram designados para os SNS, também de quadros do Haganah.

O historiador israelense Yoram Kaniuk escreveu:
As operações ocorreram com mais frequência e se tornaram mais implacáveis. Os árabes reclamaram com os britânicos sobre a brutalidade e os métodos punitivos severos de Wingate. Até mesmo membros dos esquadrões de campanha reclamaram... que durante os ataques aos acampamentos beduínos, Wingate se comportaria com extrema crueldade e atiraria sem piedade. Wingate acreditava no princípio da surpresa na punição, que foi projetado para confinar as gangues em suas aldeias. Mais de uma vez, ele enfileirou amotinados e atirou neles a sangue frio. Wingate não tentou se justificar; armas e guerra não podem ser puras.

## Sucesso e desenvolvimento

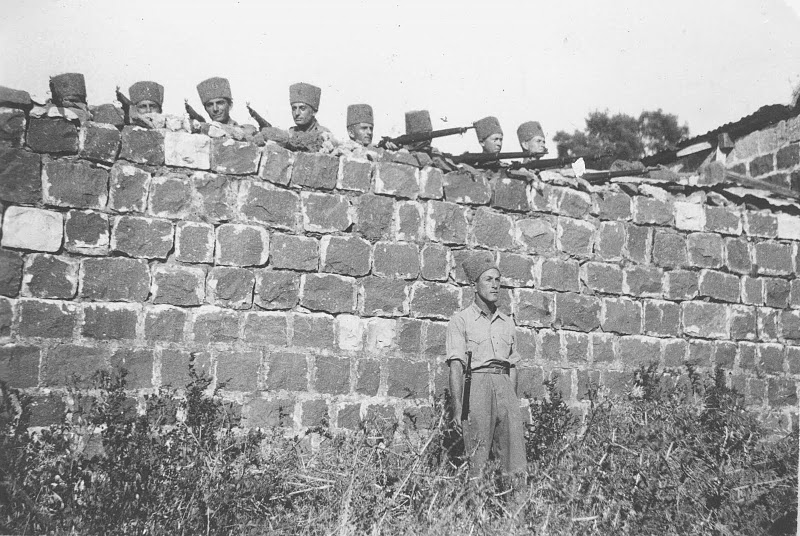
Membros dos Esquadrões Noturnos Especiais posando em um muro, possivelmente em Kfar Tavor.

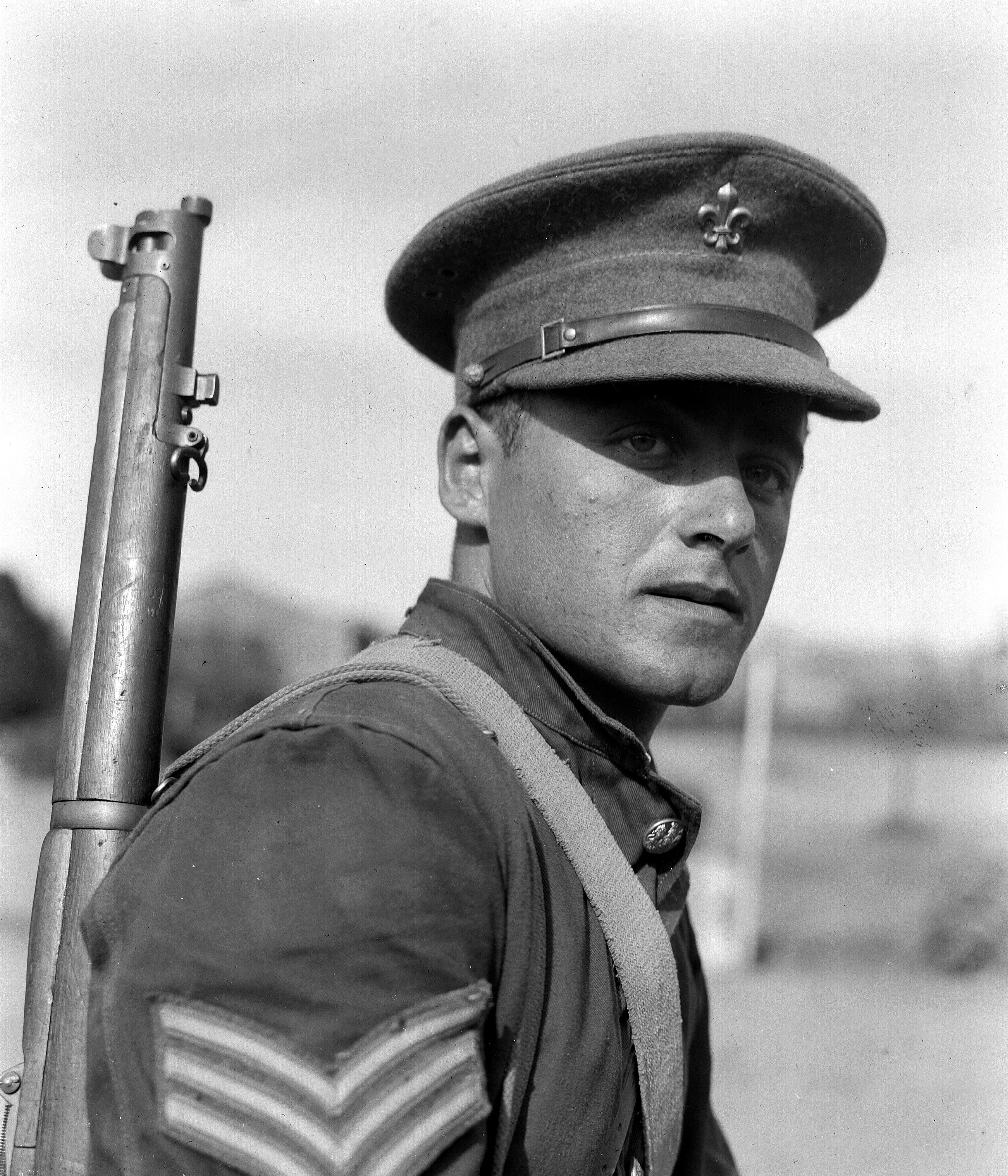
Retrato de um soldado dos Esquadrões Noturnos Especiais.

A primeira operação do SNS foi organizada em 3 de junho de 1938 e consistiu em emboscar árabes que tentavam sabotar o oleoduto. Ações semelhantes são repetidas e o oleoduto é rapidamente colocado em segurança. As operações entraram então numa segunda fase com a organização de ataques contra as aldeias rebeldes.
A primeira ocorreu na noite de 12 para 13 de junho contra Jurdieh, na fronteira com o Líbano, na qual os homens cercaram o kibutz vizinho de Hanita. Dois (ou quinze) insurgentes foram mortos, e a operação causou tal impressão que, no dia seguinte, o Mukhtar da aldeia suspendeu o cerco ao kibutz e se rendeu.
O reconhecimento de ambos os lados foi imediato: o General Robert Haining, Comandante-em-Chefe das Forças Britânicas na Palestina, escreveu ao responsável direto de Orde Wingate para expressar a forte impressão que lhe causou os Esquadrões Noturnos Especiais enquanto Fawzi al-Qawuqji, líder dos rebeldes da Galiléia, coloca uma recompensa pela cabeça de Wingate por £ 1.000. O sucesso dos SNS causou o estabelecimento de uma quarta unidade SNS na Planície de Sharon, encarregada de proteger a linha de energia elétrica. Durante 1939, cada brigada britânica na Palestina estabeleceu seus próprios Esquadrões Noturnos Especiais, embora sem a participação de judeus.
Outra grande operação foi organizada na noite de 10 para 11 de julho contra a aldeia de Dabburiya. Ela engajou 87 homens dos SNS. Apesar de alguma confusão devido à má coordenação no ataque, ela deixou entre 9 e 15 mortos e 20 feridos entre os rebeldes contra 2 mortos e 5 feridos entre os SNS, incluindo o próprio Orde Wingate. Anglim informa que Orde Wingate foi ferido por fogo amigo durante esta batalha, o que, juntamente com os elementos relacionados com a má organização e coordenação durante o ataque e um certo grau de indisciplina entre os soldados, o leva a afirmar que os SNS exibiam por vezes um "amadorismo perigoso".

Robert Haining escreveu em 24 de agosto em Londres em um relatório oficial que:
“Não é possível dizermos coisas boas demais sobre os Esquadrões Noturnos Especiais que foram organizados [com base em] nossas duas brigadas para missões ofensivas noturnas. Essas seções noturnas fizeram um trabalho particularmente notável na Baixa Galiléia, protegendo o oleoduto da Iraq Petroleum Company. Nesta área foram organizados e treinados pelo Capitão O.C. Wingate, da Artilharia Real, sob meu comando, que demonstrou grande iniciativa, desenvoltura e coragem na condução e controle de suas atividades. Esses [comandos] foram complementados pelos supranumerários judeus, que fizeram um excelente trabalho em combinação com o pessoal britânico."
O pessoal judeu dos SNS foi retirado da Polícia de Assentamento Judaica (móvel) e não da Polícia Supranumerária Judaica (fixa), embora ambos fossem componentes do Notrim, sendo provável que o general use "supranumerário" de forma genérica. Poucos meses após o seu estabelecimento, os resultados das operações realizadas pelos SNS ascenderam a cerca de sessenta rebeldes árabes mortos. Wingate é condecorado com a prestigiosa Ordem de Serviços Distintos (Distinguished Service Order, DSO) por seus ferimentos, mas também pelos sucessos nas incursões contra Jurdieh e Dabburiya. Nessa posição, obteve também de seu comando a formação de outras unidades, e o efetivo judaico foi aumentado para 200 homens em setembro. As unidades Notrim são também colocadas sob a mesma doutrina. Na primavera de 1939, havia 62 patrulhas móveis (Manim em hebraico) compostas por 8 a 10 homens. Todas elas têm um segundo em comando nomeado diretamente pela Agência Judaica.
Durante o treinamento, Orde Charles Wingate foi “continuamente atormentado pelas implicações morais de suas ações militares”, e ele “insistiu que as unidades não [devem] maltratar prisioneiros e civis árabes”. No terreno, “as suas ações [nem] sempre correspondiam às suas palavras”. Os SNS vinham de fato a humilhar os aldeões, até mesmo para torturar seus prisioneiros. Essas ações são descritas pelos historiadores como “assassinatos sumários, acompanhados de várias brutalidades contra a população civil”, e alguns detratores falam do SNS como “esquadrões da morte” judaicos.

De sua parte, Wingate explica suas motivações declarando a seus homens:
“Os árabes acham que a noite é deles (...). Mas nós, os judeus, mostraremos a eles que somos capazes de frustrar seus planos. Não descansaremos até que o medo da noite, e mesmo do dia, os tome."
No outono, ocorrem duas controversas "incursões de retaliação". O primeiro acontece em meados de setembro. Após a morte do chefe do kibutz de Ein Harod, amigo pessoal de Orde Wingate, este improvisa nas horas que se seguem a uma operação punitiva contra a cidade árabe de Beit She'an, onde ordena que sejam fuzilados à vista quaisquer suspeitos e que os fugitivos sejam fuzilados. Pelo menos 3 fugitivos e 5 outras pessoas são mortas.

Em 2 de outubro, um grupo de rebeldes que havia acabado de massacrar 19 judeus, incluindo 11 crianças em Tiberíades, foi interceptado em sua fuga pelos SNS. 40 são mortos na emboscada e outros 14 no dia seguinte na perseguição organizada com o apoio da Royal Air Force. Em represália ao massacre de Tiberíades, os SNS também organizaram uma incursão contra a aldeia de Hattin localizada a 8 quilômetros a oeste. Depois de reunir os homens da aldeia, Wingate manda executar 10 deles (outra versão fala de 1 em 10 e descreve este método como recorrente). Ele faz esta afirmação:
“Vocês mataram mulheres, crianças e velhos enquanto dormiam. Vocês não tiveram misericórdia. Vocês são covardes. Eu os condeno à morte para que vocês possam se redimir de suas transgressões."

## Os SNS após Wingate

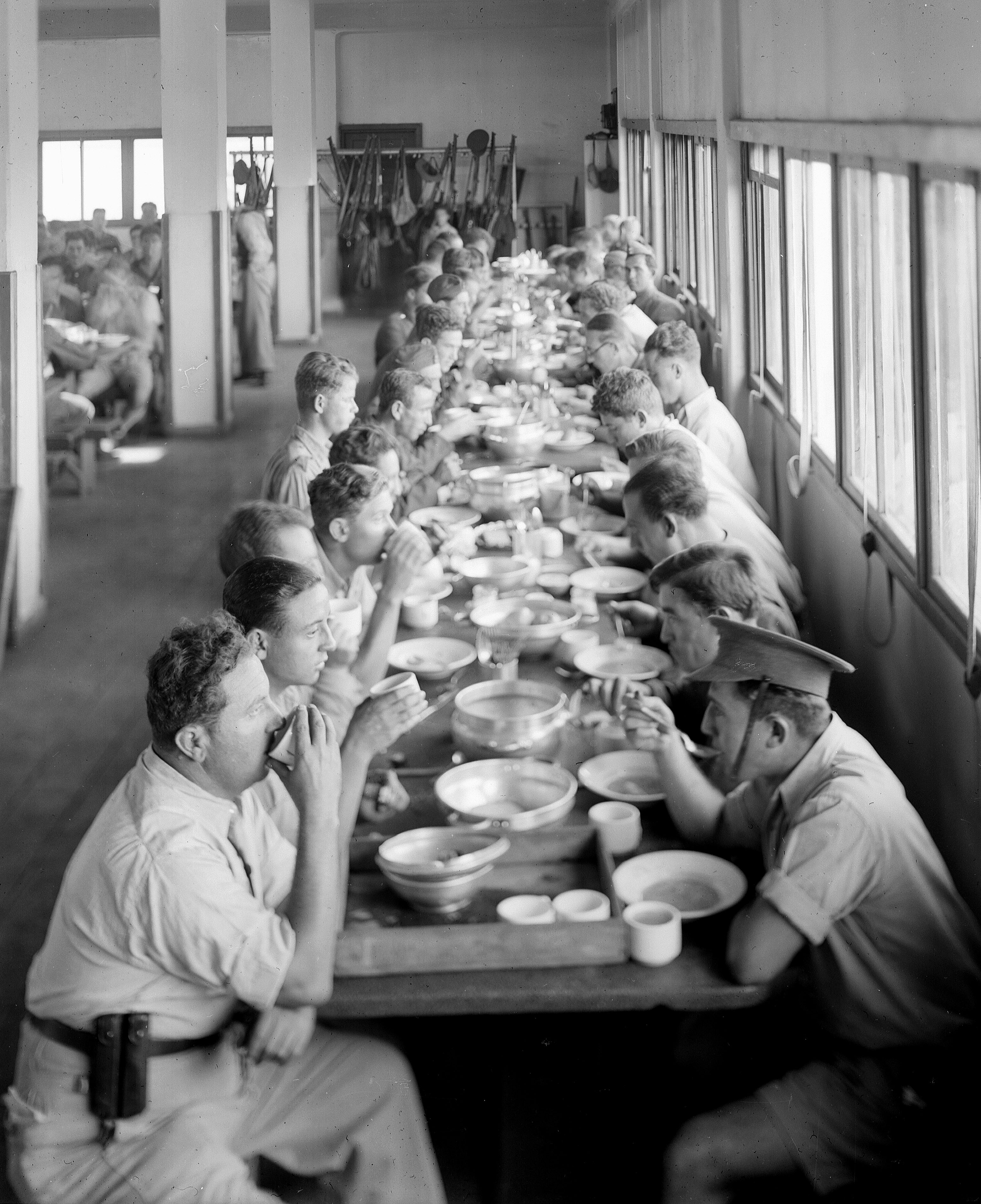
Membros do SNS comendo no rancho do kibbutz Ein Harod, 13 de dezembro de 1938.

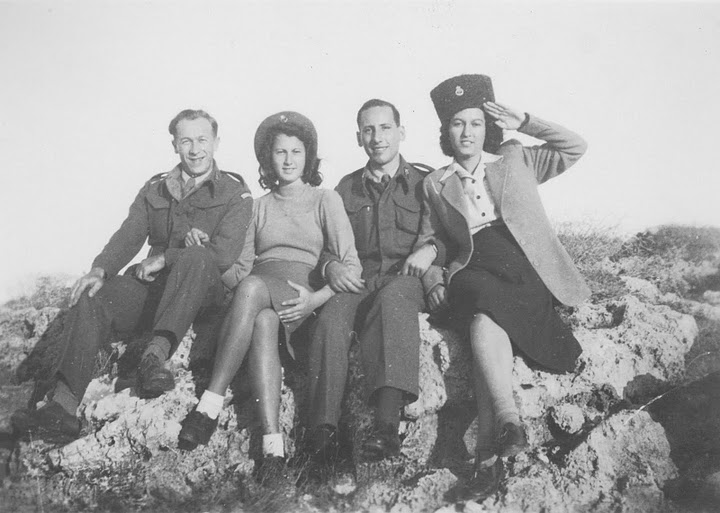
Membros dos SNS com duas mulheres, uma delas prestando continência com o chapéu do namorado; sem data, provavelmente em Kfar Tavor.

Exausto física e mentalmente após esses eventos, Orde Wingate retornou à Inglaterra em outubro. Ele se fez notável lá ao pedir uma audiência com o primeiro-ministro para defender a causa sionista à qual era totalmente devotado, enquanto a revolta árabe ganhava força na Palestina. Durante sua licença, ele se envolveu com a oposição sionista ao relatório da Comissão Woodhead, reunindo-se com notáveis como Malcolm MacDonald, então secretário das colônias, Beaverbrook e Churchill. O General Robert Haining, que o elogiou em um relatório menos de um ano antes, assim escreveu sobre ele:
“[Sua] tendência... de agir para seus próprios fins e reagir emocionalmente ao invés de desempenhar seu papel... é tão marcante... que seus serviços dentro do ramo de inteligência são irrelevantes e embaraçosos. Já é tempo de transferi-lo para outra esfera de atividade."
Sua campanha pelo sionismo foi desaprovada pelos comandantes de Wingate, que o demitiram do comando dos SNS e o devolveram ao serviço de inteligência do GHQ em novembro de 1938. Após o seu regresso, o comando do SNS foi-lhe retirado e ele foi transferido para Jerusalém. E em maio de 1939, quando ele deixou a Palestina, foi registrado em seu dossiê que "Orde Charles Wingate, condecorado com a DSO, é um bom soldado, mas no que diz respeito à Palestina, representa um risco de segurança. Não podemos confiar nele. Ele não deve ser autorizado a retornar à Palestina." Ele foi postado fora do país e seu passaporte foi carimbado com "NÃO PERMITIDO ENTRAR NA PALESTINA".
A atividade dos SNS continua, e suas operações permitem que os britânicos recuperem a iniciativa na luta contra os rebeldes no norte da Palestina e contribuem para expulsar as forças de Fawzi al-Qawuqji. As técnicas dos esquadrões noturnos são implementadas em outras unidades sob os auspícios do General Bernard Montgomery, sucessor de Haining e determinado a reprimir a revolta.
H. E. N. "Bala" Bredin substituiu Wingate como comandante dos SNS até eles serem dissolvidos. Bredin pode não ter sido um sionista comprometido, mas era muito apegado aos judeus com quem servia; ele fora um dos oficiais iniciais dos SNS, proveniente do Royal Ulster Rifles. Dam Ram descreveu Bredin como um “homem maravilhoso”, e que durante uma “incursão punitiva” em uma aldeia, Bredin disse aos judeus que ficassem de fora, pois teriam que viver "com essas pessoas" depois e então Bredin entrou sozinho com as tropas britânicas. Bala Bredin lideraria esquadrões irregulares "X" no Chipre na década de 1950, também conhecidos como "Toads", que se tornaram combatentes da EOKA.

Segundo entrevistas com veteranos dos SNS, depois do massacre em Tiberíades os "judeus também estavam com vontade de matar árabes". Bredin e seus homens retaliaram indiscriminadamente contra a vila de Dabburiyya. Segundo o relato de um veterano judeu com o nome presumido de Levkov:
"[Nós topamos com] um árabe andando de bicicleta. Breeden [sic] atirou nele – isso ajudou um pouco a reviver a atmosfera geral. Quando chegamos a Dabourria [sic] Breeden deu ordens para não ter misericórdia e não se comportar como cavalheiros […]. Lembro-me que ao ver uma família judia, mãe e filhos queimados no incêndio de Tiberíades, as lágrimas correram pelo rosto de Breeden e ele disse: 'Se me permitissem me vingar, teria eliminado todos os árabes.'"
Inteligência provinda do Haganah mais tarde identificou Kfar Hittin como responsável pelo massacre de Tiberíades, levando a um ataque punitivo de Bredin. Ainda em outubro de 1938, Bala Bredin usou interceptações de inteligência judaica providenciados pelo Haganah e foi com suas tropas SNS para a aldeia de Silat al-Dahr após um ataque contra o oleoduto. Lá ele escolheu três aldeões - Lutfi al-Yusuf, Muhammad al-Yusuf, Rashid Ibrahim al-Qasim -, e os levou a 30 metros da aldeia. Lá eles foram amarrados e fuzilados. O veterano King-Clark lembrou-se desse incidente em correspondência muitos anos depois com um dos biógrafos de Wingate:
"Você mencionou para mim o incidente na Palestina que colocou Bala Bredin em apuros, as represálias que ele exigiu após um ataque específico ao oleoduto. Eu estava olhando para algumas de minhas anotações nos jornais palestinos de Wingate outro dia e li sobre três homens sendo fuzilados na vila de Silat el Daher [Silat al-Dahr] em outubro de 1938."

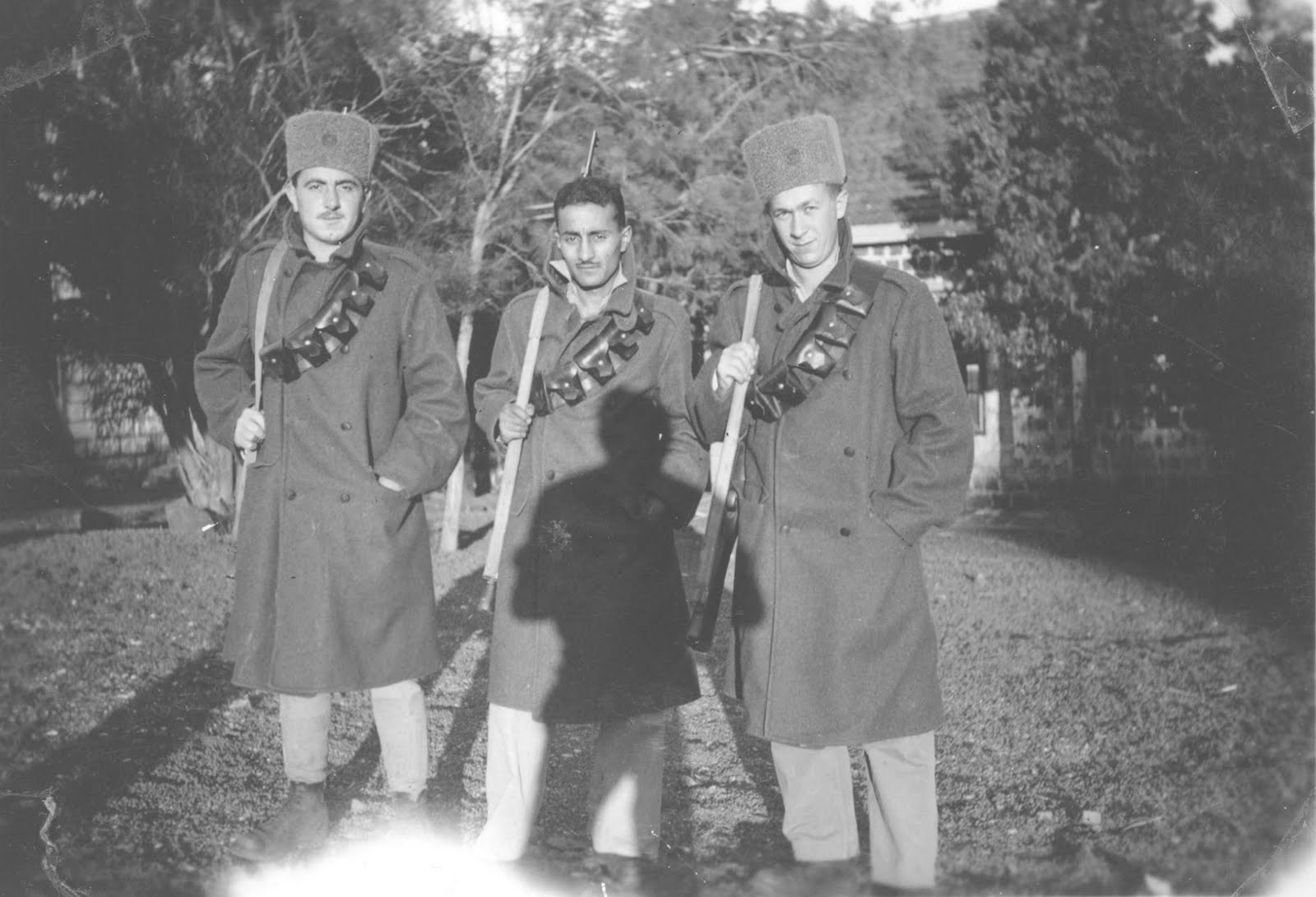
Membros dos SNS fotografados em Kfar Tavor.

King-Clark sentiu que Bredin e seu comportamento “selvagem” ajudaram a forçar o fechamento dos SNS após a saída de Wingate - descrevendo Bredin como "muito duro e intransigente" - e afirmando que os esquadrões ficaram muito fora de controle em um estilo "Velho Oeste"; mas a saída de Wingate coincidiu com eventos na distante Europa influenciando os acontecimentos. Com a crise de Munique terminando com um acordo impedindo uma guerra européia, ao menos por enquanto, tropas britânicas se viram livres para serem enviadas ao Oriente Médio; os esquadrões noturnos tornaram-se excedentes às necessidades militares de então. O General William Ironside, o comandante das forças britânicas do Oriente Médio em 1939,  escreveu para Wingate que se a crise da Tchecoslováquia tivesse iniciado a guerra, "eu tinha decidido armar os judeus e retirar a maioria das minhas tropas".
Os SNS continuaram a operar na forma original até janeiro de 1939, quando, devido à mudança na política britânica, os supranumerários judeus foram proibidos de participarem de operações ofensivas. Depois disso, os SNS judeus serviram principalmente nas funções de guarda prisional e guarnição. Eles foram dissolvidos em setembro de 1939, mês em que a Alemanha Nazista invadiu a Polônia. As lideranças britânicas e judaicas temiam que as operações dos esquadrões noturnos inflamariam ainda mais o antagonismo árabe. Os britânicos certamente derrotaram a revolta, mas temiam sua recuperação pelas potências do Eixo e promulgaram o Livro Branco de 1939 respondendo às demandas árabes.

## Reconhecimento
Por suas ações, Wingate recebeu a Ordem de Serviços Distintos (Distinguished Service Order, DSO), e seus três oficiais britânicos receberam a Cruz Militar (Military Cross, MC). Vários soldados e supranumerários também receberam medalhas e citações.
O seu mais famoso membro foi Moshe Dayan, futuro comandante da Força de Defesa de Israel (FDI). Os SNS foram precursores de unidades que operaram com os mesmos princípios, incluindo o famoso Serviço Aéreo Especial (SAS), os Chindits e a Unidade 101.

## Novas doutrinas militares

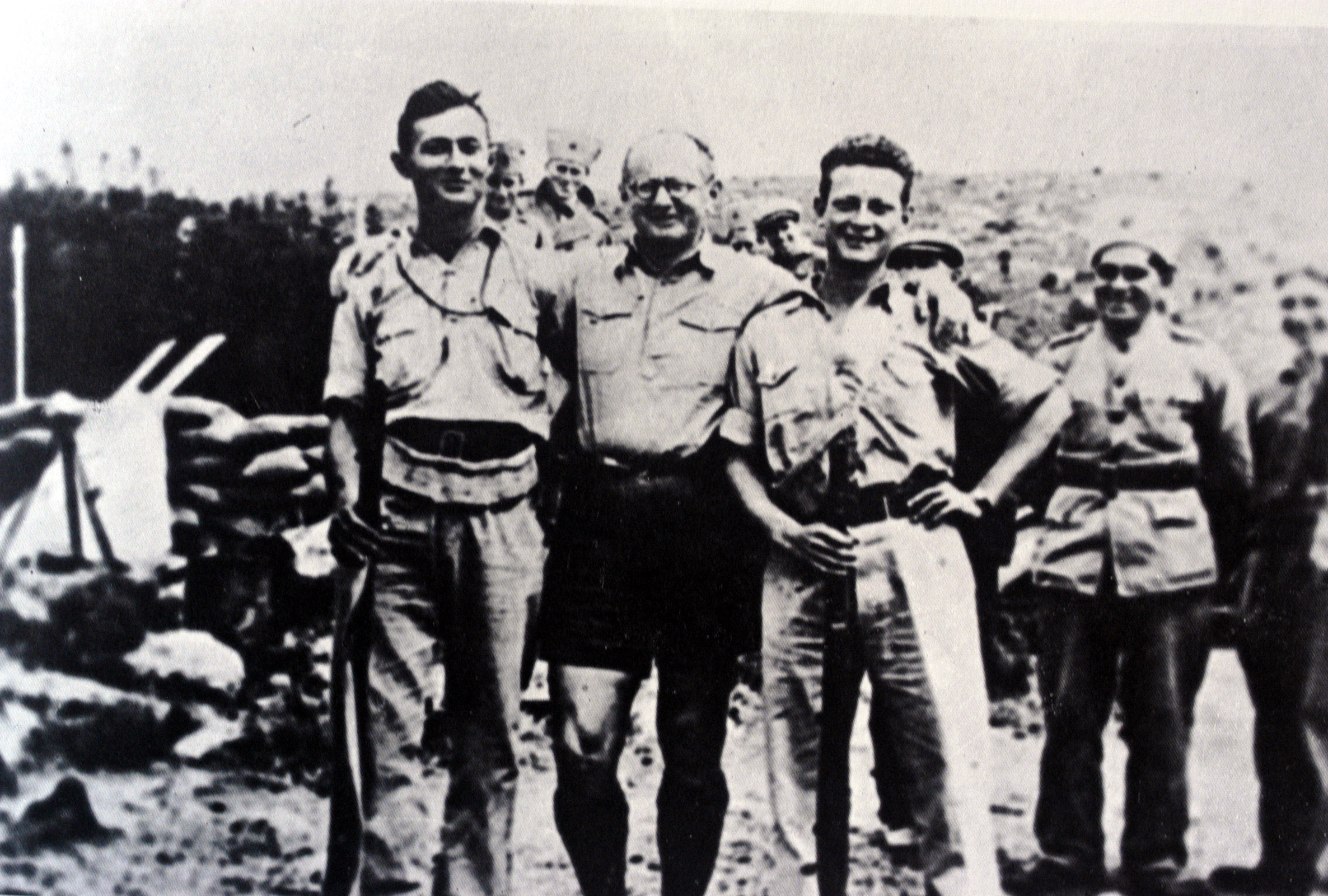
Kibutz de Anita (1938). Moshe Dayan (23 anos, esquerda) e Yigal Allon (20 anos, direita) posam com Yitzhak Sadeh (centro). Ambos fizeram sua estréia nos SNS. Eles serão oficiais superiores do Palmach, unidade de elite do Haganah fundada em 1941 por Sadeh e brilharão durante a Guerra de 1948. Dayan se tornará Chefe do Estado-Maior do Exército israelense, depois Ministro da Defesa na Guerra dos Seis Dias. Allon se tornará primeiro-ministro interino. Eles fazem parte do que foi chamado em Israel de “geração Palmach” ou “geração Sabra”.

Os primeiros pensadores sionistas eram sobretudo idealistas que desconheciam a oposição que o sionismo provocava na população árabe da Palestina. A doutrina militar do movimento é baseada em preceitos do judaísmo como "contenção" (Havlagah) e "pureza de armas" (Tohar HaNeshek) que só podem ser usados em um contexto de autodefesa contra agressores. Durante os primeiros confrontos na década de 1920, a resposta do movimento sionista foi a criação de uma força de "defesa" paramilitar (Haganah) cujo principal papel era proteger os assentamentos dos ataques árabes, bem como a população durante as explosões de violência. A doutrina baseia-se então nos conceitos de “guarda” e “defesa estática” que se traduzem no ditado de que “nenhum estabelecimento [judaico] pode ser abandonado”.
A Grande Revolta Árabe de 1936-1939 minou essa doutrina. De fato, apesar da colaboração com os britânicos, que permitiu o desenvolvimento de sua força paramilitar, certos círculos judaicos estavam perdendo a paciência com uma política que assimilavam à atitude passiva e resignada dos judeus da diáspora diante dos pogroms. Esta doutrina também se mostrou ineficaz na luta contra os rebeldes árabes para quem sedia-se a iniciativa de combate.
As doutrinas de combate de Orde Wingate, que privilegiavam o ataque ao invés da defesa, durante as operações noturnas, cuidadosamente preparados pelo reconhecimento e pela informação. O efeito surpresa é um elemento central dessas operações que exigem uma longa abordagem, bem como o estabelecimento de ataques de diversão destinados a interromper o inimigo. Todo o poder de fogo disponível deve então ser usado simultaneamente para tornar os ataques brutais e abreviar os combates.
Embora as autoridades sionistas os recebam geralmente favoravelmente, os métodos dos SNS provocam a relutância dentro dos ambientes socialistas de obediência (Poale Zion) do Yishuv (a comunidade judaica da Palestina), especialmente entre os primeiros pioneiros. A "conduta ofensiva" e "operações de liquidação e humilhação" são moralmente inaceitáveis no contexto da recuperação da dignidade do homem judeu em sua própria terra. A “conduta ofensiva” e as “operações de liquidação e humilhação” são moralmente inaceitáveis no contexto de restaurar a dignidade do homem judeu em sua própria terra. A geração jovem nascida no local, os Sabras, por outro lado, por seu lado não são muito sensíveis a essa relutância. A abordagem moral consiste em trazer aos aldeões árabes uma "responsabilidade coletiva" em eventos: as "vítimas inocentes" são culpadas de seu apoio aos grupos envolvidos em ataques contra os judeus.
Todas essas novas doutrinas táticas e morais "inspiram o Haganah a tomar a iniciativa na ofensiva e ir além das táticas defensivas de guarda, [e] a máxima de que o ataque é a melhor defesa se tornaria mais tarde uma das doutrinas básicas de combate do [exército israelense]". Moshe Dayan e Yigal Allon, futuros comandantes do Palmach ("Unidade de Choque"), generais e políticos israelenses, fazem suas primeiras ações d'armas dentro dos SNS. Eles vão praticar, ao longo de suas carreiras, as lições que receberam. Dayan fará várias vezes referência a Wingate e à revelação para ele do princípio de "levar a ação no coração do dispositivo inimigo". Anglim (2008) indica que Yigal Alle não teria sido parte do SNS, mas o teria servido ao lado dele como membro do Notrim. Ele cita entre os membros Yakov Dori, o futuro chefe de estado-maior do Haganah, embora tenha 39 anos na época e já à frente do comando geral da milícia paramilitar. As doutrinas de combate dos SNS também inspiraram Ariel Sharon, que diria de Wingate que foi um herói de sua infância quando montou a primeira unidade de forças especiais israelense: a Unidade 101.

## O nascimento do "Guerreiro Judaico"

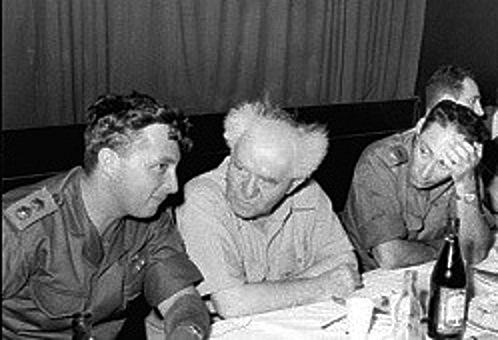
Reunião do Estado-Maior Israelense (1957). O Tenente-Coronel Ariel Sharon (29 anos, à esquerda), então "simples" comandante da brigada paraquedista, está sentado ao lado de David Ben Gurion (71 anos, centro), então primeiro-ministro israelense e ministro da Defesa. David Ben Gurion, “pai fundador” de Israel, tinha uma afeição privilegiada por Ariel Sharon, em quem via a encarnação do “novo homem israelense”. Em geral, na mitologia israelense, o Sabra (judeu nascido na “Terra de Israel”) é um “homem novo”, “descendente direto do judeu original (...), antítese do judeu diaspórico (...) [e que se identifica com] heróis do passado, revoltados e usando a força”. Em 1989, Ariel Sharon publicou sua autobiografia em inglês sob o título Warrior.

Na época da revolta árabe, era comumente aceito dentro do Yishuv que os judeus eram incapazes de construir sua própria força militar e operar no campo. Os valores promovidos dentro do movimento sionista eram os de “trabalho” e “defesa”.
Orde Wingate, pelo contrário, tem muita estima pelas qualidades militares dos combatentes judaicos sob seu comando, a quem julgar melhor do que os soldados britânicos, bem como para os desafios identificados pelo povo judeu ao longo de sua história. Por sua parte, os combatentes judeus admiram Wingate, e servir nos SNS é considerado uma honra. No contexto do objetivo sionista da Fundação de um Estado Judaico, ele afirma aos seus homens que eles "criam (...) os princípios do futuro exército do Sião" e ele os galvaniza nesse sentido:
“Tempos difíceis estão chegando, e todos os defensores da liberdade devem se unir e se preparar para enfrentar a brecha. Seu povo, de quem sou amigo, sofreu mais do que qualquer outro. Se lutar, conquistará sua independência em sua própria terra."
Os SNS de Wingate, assim como o Fosh de Yitzhak Sadeh, valorizando o "uso de força" e a "conquista", cristaliza assim no inconsciente coletivo sionista o ethos do "guerreiro judaico" que nasce naquele momento.

Essa evolução ideológica pode ser encontrada nos escritos de Nathan Alterman, poeta, escritor e dramaturgo cuja obra marcou gerações de israelenses. Em 1938, ele compõe um poema intitulado "Zemer Hapelugut" ("Canção das seções"), cujo campo semântico contrasta claramente com o da renomada "Shir Boker Lamoledet" ("Canção da manhã para a pátria") escrito alguns anos antes. O historiador Anita Shapira coloca este poema entre os exemplos que marcam a virada do "ethos defensivo para o ethos do combatente" no pensamento sionista, e isso em ruptura com o simbolismo da construção e mão-de-obra de "Pais fundadores":
Espere-nos, minha terra,
Nos espaços dos seus campos.
Espere-nos nos vastos campos do pão.
Seus filhos uma vez lhe trouxeram paz pelo arado.
Hoje eles te trazem paz pelo fuzil!
(...)
Seção, levante-se, gravou a montanha.
Seção, você será aquele que conquista
Um solo que nenhum homem ainda pisoteou,

Daí as seções aumentarão.
Esta reviravolta ideológica não se limita à imaginação coletiva. Diante da rebelião árabe e do sucesso das operações, fortes na tutela do expert Orde Wingate, os líderes sionistas tornam-se conscientes de que a opção militar está agora aberta. Eliyahou Golomb, o cabeça do Haganah, é o primeiro dentre eles a avançar abertamente que o destino da Palestina poderia depender do uso de uma força militar judaica à qual ele pede formação, treinamento e equipamento.